# برايسون (كيبك)
برايسون (بالإنجليزية: Bryson, Quebec)‏ هي بلدية محلية في كيبيك تقع في كندا في Pontiac Regional County Municipality. يقدر عدد سكانها بـ 647 نسمة ومساحتها 3.70 كم2 .